# Austin Smith (Biologe)
Austin Gerard Smith (* 1960 in Merseyside) ist ein britischer Biochemiker und Stammzellenforscher.
Smith studierte in Oxford und wurde 1986 an der Universität Edinburgh  bei Martin Hooper promoviert. Schon in seiner Dissertation begann seine Beschäftigung mit Stammzellenforschung. Als Post-Doktorand war er an der Universität Oxford, bevor er 1996 Gruppenleiter am Zentrum für Genomforschung in Edinburgh wurde. Daraus wurde das Institut für Stammzellforschung, das er als Direktor leitete. 2006 ging er an die Universität Cambridge. Er ist Direktor des Wellcome Trust/MRC Stem Cell Institute an der Universität Cambridge und Medical Research Council (MRC) Professor.
Er gilt als Pionier der Stammzellenforschung und erforschte den Mechanismus der Pluripotenz von embryonalen Stammzellen. Nach Smith gibt es einen pluripotenten Grundzustand der Zelle, in dem die Zelle relativ wenig für ihr Wachstum und Überleben von den Nachbarzellen abhängt, der jedoch sehr empfindlich auf äußere Störungen reagiert, die zu Differenzierungsprozessen führen (bewirkt durch Kaskaden von Erk-Kinasen).
1986 gelang es ihm undifferenzierte pluripotente Stammzellen in vitro zu vermehren durch Anwesenheit eines Differenzierungshemmenden Faktors, den er zunächst DIA (Differentiation inhibiting activity) nannte und 1988 mit dem Leukämiehemmenden Faktor (LIF) identifizierte. Später konnte er die Wirkung von LIF (Freisetzung verschiedener Transkriptionsfaktoren) genauer bestimmen und spezifischere Inhibitoren entwickeln.
2010 sah er die Hauptanwendungsgebiete pluripotenter Stammzellen in den nächsten zehn Jahren in Modellierung von Krankheiten, toxikologischem Screening und Medikamentenentwicklung und bei der Stammzellentherapie die besten Aussichten bei Augenkrankheiten (altersbedingter Makula-Degeneration, Retinitis Pigmentosum), nachdem 2008 entdeckt worden war, dass menschliche embryonale Stammzellen relativ effizient in Retinazellen differenzieren.
2010 erhielt er den Louis-Jeantet-Preis.
Er ist Fellow der Royal Society of Edinburgh (2003) und der Royal Society (2006) und Mitglied der European Molecular Biology Organization. 2010 wurde er als ordentliches Mitglied in die Academia Europaea aufgenommen. 2010 erhielt er den Louis-Jeantet-Preis, 2000 den Pfizer Preis und 2016 den ISSCR McEwen Award für Innovation.
2013 kritisierte er mit anderen Wissenschaftlern in einem offenen Brief den Review-Prozess in der Stammzellenforschung und schlug vor, ihn transparenter zu machen.

## Schriften (Auswahl)
- A. Smith: Pluripotent stem cells: private obsession and public expectation. In: EMBO molecular medicine. Band 2, Nummer 4, April 2010, S. 113–116, doi:10.1002/emmm.201000065, PMID 20373283, PMC 3377278 (freier Volltext).
- A. G. Smith: Embryo-derived stem cells: of mice and men. In: Annual review of cell and developmental biology. Band 17, 2001, S. 435–462, doi:10.1146/annurev.cellbio.17.1.435, PMID 11687496 (Review).